# Eliyahu M. Goldratt
Eliyahu M. Goldratt (né le 31 mars 1947 et mort le 11 juin 2011, d'un cancer) est un consultant israélien, physicien de formation. Il est le créateur de la théorie des contraintes (TOC pour Theory of Constraints).

## Parcours
Diplômé en sciences de l'Université de Tel-Aviv et docteur en philosophie de l'Université Bar-Ilan, ses travaux visent à résoudre les problèmes d'organisation des entreprises par l'application de la méthode scientifique.
Ses travaux sont le plus souvent présentés sous la forme de romans didactiques, notamment :
- Le But : un processus de progrès permanent traduit de l'anglais - titre original The Goal : A Process Of Ongoing Improvement (1984), traduit en 35 langues et vendu à plus de 5 millions d'exemplaires dans le monde, considéré comme un des ouvrages les plus importants traitant de l’amélioration de la performance des entreprises. Le But présente la solution TOC dans une usine, en montrant comment se focaliser sur la contrainte qui existe dans tout système de ressources interdépendantes et en mesurant la performance réalisée à partir de trois indicateurs : le Throughput: le rythme auquel le système génère de l'argent par les ventes, l'Inventory: tout l'argent que le système a investi pour acheter des choses qu'il a l'intention de vendre et les Operating Expenses : tout l'argent que le système dépense pour transformer l'Inventory en Ventes.

- Cet ouvrage a été suivi par Réussir n'est pas une question de chance traduit de l'anglais - titre original It's Not Luck (1994) qui présente les "Thinking Processes", des processus pour penser et communiquer clairement qui sont le cœur (selon Goldratt) de la Théorie des Contraintes, puis par Critical Chain - titre original conservé en français - (1997) qui expose la solution TOC pour la gestion de projet fondée sur la chaîne critique.  Un an pour sauver l'entreprise traduit de l'anglais - titre original Necessary But Not Sufficient (2000) expose la solution marketing de la TOC pour les systèmes d’information d'entreprise, notamment les Enterprise resource planning (ERP). Goldratt a publié en 2009 un dernier roman Evident, non ?  traduit de l'anglais - titre original "Isn't It Obvious?" qui expose la solution TOC pour une chaîne de magasins.

The Choice  non traduit, publié en 2008, occupe une place à part dans les écrits d'Eliyahu M. Goldratt : c'est un livre-testament dans lequel il expose à sa fille Efrat sa façon d'appréhender la réalité à partir de la logique en pensant clairement, comme un scientifique.

### Essais
- Eliyahu M. Goldratt, Jeff Cox. The Goal: A Process of Ongoing Improvement. North River Press; 3rd Revised Edition (2004).  (ISBN 0-88427-178-1)
- Eliyahu M. Goldratt. Late Night Discussions on the Theory of Constraints. (1992)  (ISBN 0-88427-160-9)
- Eliyahu M. Goldratt. It's Not Luck. (1994)  (ISBN 0-88427-115-3)
- Eliyahu M. Goldratt. Critical Chain. (1997)  (ISBN 0-88427-153-6)
- Eliyahu M. Goldratt, Eli Schragenheim, Carol A. Ptak. Necessary But Not Sufficient. (2000)  (ISBN 0-88427-170-6)
- Eliyahu M. Goldratt. Isn't It Obvious? (2009)  (ISBN 0-88427-192-7)

### Travaux sur la théorie des contraintes
- Eliyahu M. Goldratt and Robert E. Fox. The Race. (1986)  (ISBN 0-88427-062-9)
- Eliyahu M. Goldratt. What is this thing called Theory of Constraints and how it should be implemented? (1990)  (ISBN 0-88427-166-8)
- Eliyahu M. Goldratt. The Haystack Syndrome: Sifting Information Out of the Data Ocean. (1990)  (ISBN 0-88427-184-6)
- Eliyahu M. Goldratt. Essays on the Theory of Constraints. (1992)  (ISBN 0-88427-159-5)

### Essai
- Eliyahu M. Goldratt. The Choice. (2008)  (ISBN 0-88427-189-7)